# Австралийская пастушья лошадь
Австралийская пастушья (англ. Australian stock horse) — порода лошадей. Австралийские пастушьи были выведены из английских и испанских чистокровных верховых лошадей.
Старое название породы «уолер» или «уэллер», в честь Нового Южного Уэльса.
Порода произошла от лошадей, завезённых в Австралию и Новый Южный Уэльс из Южной Америки и Южной Африки. Завозимые животные были преимущественно арабских и берберийских кровей, впоследствии к ним приливалась кровь чистокровных английских и испанских верховых пород.
Первые девять лошадей были завезены в Австралию в 1788 году. До этого лошадей вообще не было на данном континенте.

## Общее описание
Лошади этой породы внешне похожи на лошадей породы чистокровная верховая. При этом они мощнее, более крепкие на вид. Имеют гармоничное строение, сухой тип тела, позволяющий лошади спокойно выдерживать долгие разнообразные нагрузки. Отличаются выносливостью и отвагой, не имеют серьёзных проблем со здоровьем.
Рост лошадей этой породы составляет 152—170 сантиметров в холке. Масть может быть рыжая, серая, чалая, вороная и гнедая разных типов. В любом случае, каждый из окрасов может быть только одноцветным.
Голова по типу напоминает головы чистокровных верховых лошадей, имеет прямой нос, широкие ноздри, большие глаза стандартного постава.
Круп сильный, покатый, с высоко стоящим хвостом. Ноги прямые, длинные, хорошо обмускуленные. Суставы крупные, заметно выраженные, копыта имеют сильный копытный рог.

## История
Помимо исходных пород, на формирование Австралийской пастушьей лошади большое влияние оказали тиморские пони.
Порода успешно использовалась в Австралии для работы под седлом и в упряжи.
Во время Первой мировой войны большая часть поголовья этих лошадей была безвозвратно вывезена. Общим итогом из Австралии было вывезено более ста двадцати тысяч голов лошадей этой породы.
Официальную регистрацию порода получила в 1971 году, к тому моменту шла работа по восстановлению поголовья, и в породу примешивались уже першероны, английские чистокровные и арабские лошади. Тогда же в стране возникло Общество австралийской пастушьей лошади. На момент регистрации и сейчас в породе имеются крови английской чистокровной, арабской, американской квартерхорс, суффолькской и клейденсдальской породы.
В настоящее время лошади этой породы используются в качестве рабочих лошадей на австралийских ферма, а также в родео. Используют лошадей данной породы и для организации конного туризма в Австралии. Также данная порода используется и в международном конном спорте.

## Интересные факты
Австралийским Монетным двором выпущены коллекционные инвестиционные монеты с изображением лошади этой породы. Монета существует как в серебряном, так и в золотом исполнении.